# Сифнос
Сифнос (грчки грч. ) је једно од острва у групацији Киклада у Грчкој. Управно острво припада округу Милос у оквиру Периферије Јужни Егеј, где са оближњим острвцима чини засебну општину. 

## Природни услови
Сифнос је једно од острва Киклада средње величине. Престоница Атина је на 130 km удаљености ка северу. Најближа околна острва су на око 15 km раздаљине: Кимолос ка југозападу, Серифос ка северу и Парос ка истоку. Острво је средње разуђено и планинско у већем делу. 
Сифнос спада у острва Киклада која су положена даље од копна, што повезано са сушном средоземном климом проузрокује сталан недостатак воде. Због тога је Сифнос сушан и каменит, а биљни и животињски свет су такође особени за ову климу. Од гајених култура доминирају маслина и винова лоза.

## Историја
За Сифнос, као и за целокупне Кикладе, је необично важно раздобље касне праисторије, тзв. Кикладска цивилизација, зависна и блиска Критској. Иза Кикладске цивилизације су данас остале бројне фигурине-идоли, везане за загробни живот. Током старе Грчке Сифнос је био један од малих полиса у веома важном делу Грчке и познат по богатству захваљујући налазиштима сребра.
После тога Сифносом је владао стари Рим, а затим и Византија. 1204. године после освајања Цариграда од стране Крсташа Киклади потпадају под власт Млечана, под којима остају дуго, до 16. века, када нови господар постаје османско царство. Становништво Сифноса је било укључено у Грчки устанак 20их година 19. века, па је острво одмах припало новооснованој Грчкој. Међутим, развој нове државе није спречио исељавање месног становништва у 20. веку. Последњих деценија ово је донекле умањено развојем туризма.

## Становништво
Главно становништво на Сифносу су Грци. Сифнос спада у острва са средњом густином насељености међу значајинијим острвима Киклада, али је развој туризма протеклих 20ак година допринео наглом просперитету острва и расту броја становника за око 25%. 1/3 становништва живи у средишту острва, насељу Аполонија, а исти број живи и у оближњем насељу Атемонас, некадашњој главној луци острва, а данас средишту туристичке привреде на Сифниосу.

## Привреда
Привреда Сифноса се данас заснива највише на туризму и поморству, а све мање на традициналној пољопривреди (маслине, винова лоза, мање јужно воће).